# 7ª edizione della Tachiaoi Cup

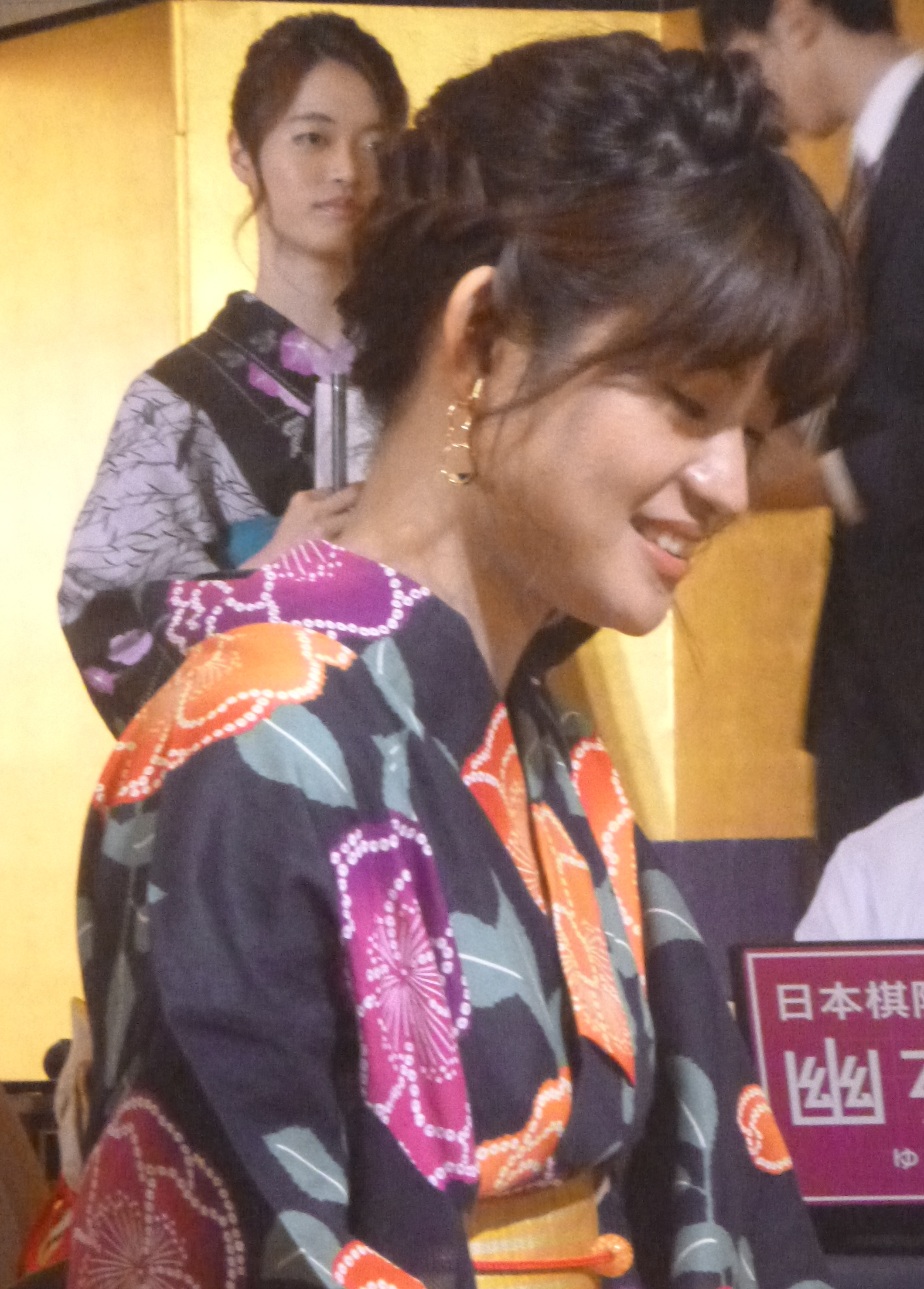
Rina Fujisawa Tachiaoi, ha difeso il suo titolo nella settima edizione della competizione

La 7ª edizione della Tachiaoi Cup, competizione goistica riservata alle professioniste giapponesi, si è disputata nel 2020, e ha visto la conferma del titolo da parte di Rina Fujisawa (quinto titolo, quarto consecutivo).
Il torneo è stato organizzato dalla Nihon Ki-in con il sostegno del Mainichi Shinbun e la sponsorizzazione della fondazione Onchikai.

## Torneo per la determinazione della sfidante
Il torneo per la determinazione della sfidante è stato disputato tra otto goiste:
- Asami Ueno Honinbo
- Ayumi Suzuki Kisei
- Xie Yimin 6d
- Okuda Aya 4d
- O Keii 3d
- Iwata Saeka 1d
- Kato Chie 1d
- Nyu Eiko 2d

Il torneo si è disputato a eliminazione diretta con partite singole.
|  | Primo turno        | Primo turno        | Primo turno        |                    |     | Semifinali 20 giugno | Semifinali 20 giugno | Semifinali 20 giugno |  |  | Finale 21 giugno | Finale 21 giugno | Finale 21 giugno |  |
|  |                    |                    |                    |                    |     |                      |                      |                      |  |  |                  |                  |                  |  |
|  | Iwata Saeka 1d     | Iwata Saeka 1d     | B+6,5              |                    |     |                      |                      |                      |  |  |                  |                  |                  |  |
|  | Iwata Saeka 1d     | Iwata Saeka 1d     | B+6,5              |                    |     |                      |                      |                      |  |  |                  |                  |                  |  |
|  | Ueno Asami Honinbo |                    |                    |                    |     |                      |                      |                      |  |  |                  |                  |                  |  |
|  |                    | Iwata Saeka 1d     | Iwata Saeka 1d     | B+0,5              |     |                      |                      |                      |  |  |                  |                  |                  |  |
|  |                    |                    |                    | B+0,5              |     |                      |                      |                      |  |  |                  |                  |                  |  |
|  |                    |                    | Nyu Eiko 2d        |                    |     |                      |                      |                      |  |  |                  |                  |                  |  |
|  | Nyu Eiko 2d        | Nyu Eiko 2d        | B+R                |                    |     |                      |                      |                      |  |  |                  |                  |                  |  |
|  | Nyu Eiko 2d        | Nyu Eiko 2d        | B+R                |                    |     |                      |                      |                      |  |  |                  |                  |                  |  |
|  | Okuda Aya 4d       |                    |                    |                    |     |                      |                      |                      |  |  |                  |                  |                  |  |
|  |                    | Iwata Saeka 1d     |                    |                    |     |                      |                      |                      |  |  |                  |                  |                  |  |
|  |                    |                    |                    |                    |     |                      |                      |                      |  |  |                  |                  |                  |  |
|  |                    |                    | Suzuki Ayumi Kisei | Suzuki Ayumi Kisei | B+R |                      |                      |                      |  |  |                  |                  |                  |  |
|  | Xie Yimin 6d       | Xie Yimin 6d       | Suzuki Ayumi Kisei | Suzuki Ayumi Kisei | B+R | B+R                  |                      |                      |  |  |                  |                  |                  |  |
|  | Xie Yimin 6d       | Xie Yimin 6d       |                    |                    |     |                      |                      |                      |  |  |                  |                  |                  |  |
|  | O Keii 3d          |                    |                    |                    |     |                      |                      |                      |  |  |                  |                  |                  |  |
|  |                    | Xie Yimin 6d       |                    |                    |     |                      |                      |                      |  |  |                  |                  |                  |  |
|  |                    |                    |                    |                    |     |                      |                      |                      |  |  |                  |                  |                  |  |
|  |                    |                    | Suzuki Ayumi Kisei | Suzuki Ayumi Kisei | N+R |                      |                      |                      |  |  |                  |                  |                  |  |
|  | Kato Chie 1d       |                    | Suzuki Ayumi Kisei | Suzuki Ayumi Kisei | N+R |                      |                      |                      |  |  |                  |                  |                  |  |
|  |                    |                    |                    |                    |     |                      |                      |                      |  |  |                  |                  |                  |  |
|  | Suzuki Ayumi Kisei | Suzuki Ayumi Kisei | N+R                |                    |     |                      |                      |                      |  |  |                  |                  |                  |  |

## Finale
La sfida per il titolo ha visto la vincitrice del torneo di qualificazione, Suzuki Ayumi Kisei, sfidare la detentrice del titolo Rina Fujisawa al meglio dei tre incontri; la sfida è stata programmata per il 27, 29 e 31 luglio a Chioda, Tokyo.
Nel primo incontro Fujisawa ha vinto di 0,5 punti con il Bianco.
Nel secondo incontro Fujisawa ha vinto di 8,5 punti con il Nero. Con questa vittoria, ha conservato il titolo.